# Hébuterne
Ne doit pas être confondu avec les artistes Jeanne Hébuterne ou André Hébuterne.
Hébuterne est une commune française située dans le département du Pas-de-Calais en région Hauts-de-France. Ses habitants sont appelés les Hébuternois. La commune est membre de la communauté de communes du Sud-Artois.
Hébuterne se trouve dans le circuit du Souvenir, un ensemble de lieux de mémoire de la Première Guerre mondiale situé entre Péronne et Albert.

## Géographie

### Localisation
Hébuterne, commune du sud-est du Pas-de-Calais et limitrophe du département de la Somme, est située, à vol d'oiseau, à 14 km à l'ouest de Bapaume et à 20 km au sud-ouest de la commune d’Arras (aire d'attraction, chef-lieu d'arrondissement et préfecture du Pas-de-Calais).
Le territoire de la commune est limitrophe de ceux de neuf communes, dont quatre, Auchonvillers, Beaumont-Hamel, Colincamps et Mailly-Maillet, dans le département de la Somme.
Les communes limitrophes sont Gommecourt, Puisieux, Sailly-au-Bois, Auchonvillers, Beaumont-Hamel, Colincamps, Mailly-Maillet, Bucquoy et Foncquevillers.

### Géologie et relief
La superficie de la commune est de 11,04 km2 ; son altitude varie de 114  à   156 mètres.

### Hydrographie
La commune est située dans le bassin Artois-Picardie. Elle n'est drainée par aucun cours d'eau,.

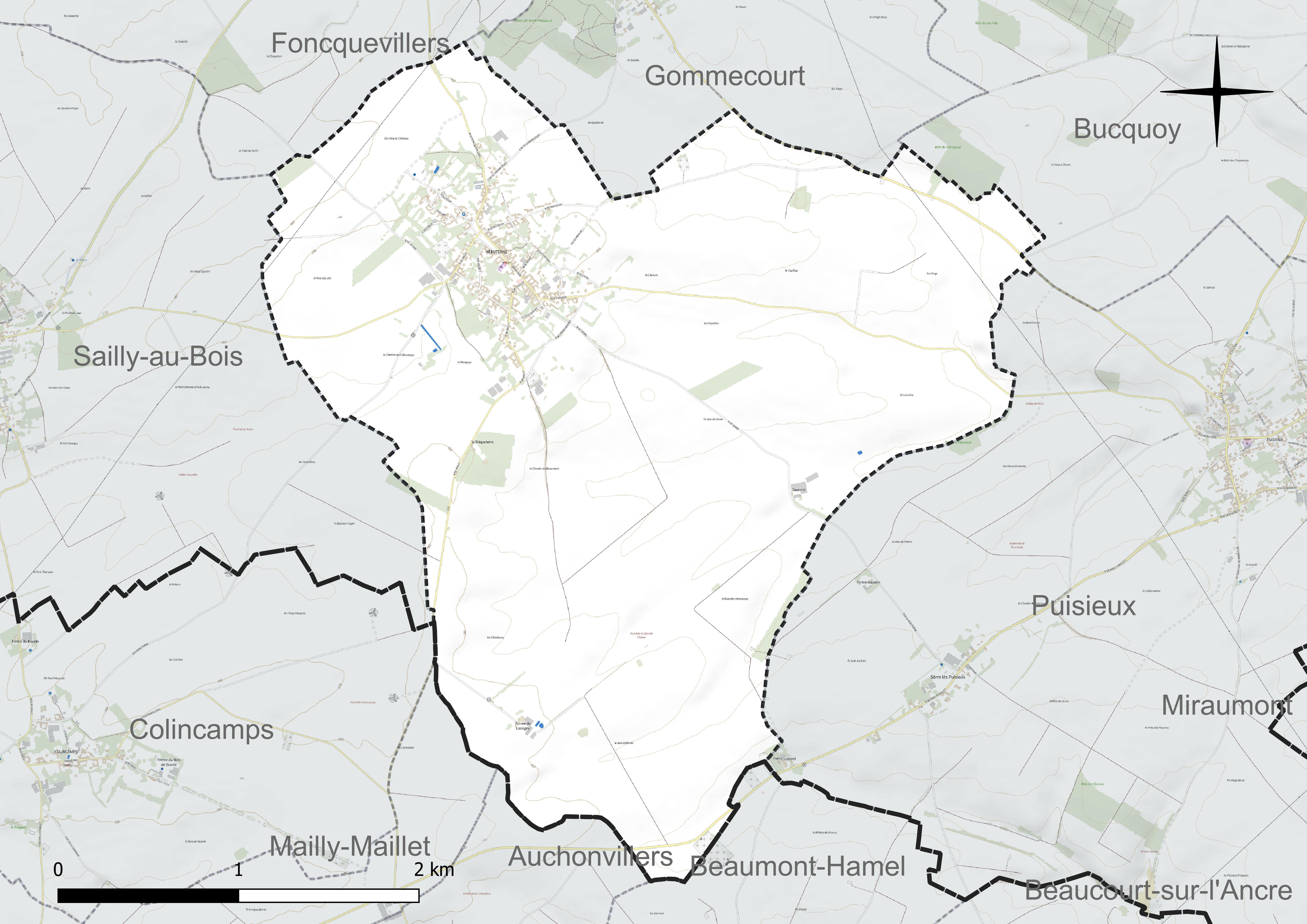
Réseau hydrographique d'Hébuterne.

### Climat
Pour des articles plus généraux, voir Climat des Hauts-de-France et Climat du Pas-de-Calais.
En 2010, le climat de la commune est de type climat océanique dégradé des plaines du Centre et du Nord, selon une étude du CNRS s'appuyant sur une série de données couvrant la période 1971-2000. En 2020, Météo-France publie une typologie des climats de la France métropolitaine dans laquelle la commune est exposée à un climat océanique et est dans la région climatique Nord-est du bassin Parisien, caractérisée par un ensoleillement médiocre, une pluviométrie moyenne régulièrement répartie au cours de l'année et un hiver froid (3 °C).
Pour la période 1971-2000, la température annuelle moyenne est de 9,9 °C, avec une amplitude thermique annuelle de 14,2 °C. Le cumul annuel moyen de précipitations est de 828 mm, avec 12 jours de précipitations en janvier et 9,5 jours en juillet. Pour la période 1991-2020, la température moyenne annuelle observée sur la station météorologique la plus proche, située sur la commune de Saulty à 12 km à vol d'oiseau, est de 10,4 °C et le cumul annuel moyen de précipitations est de 899,7 mm,. Pour l'avenir, les paramètres climatiques de la commune estimés pour 2050 selon différents scénarios d'émission de gaz à effet de serre sont consultables sur un site dédié publié par Météo-France en novembre 2022.

### Paysages
Pour un article plus général, voir Paysage en France.
La commune est située dans le paysage régional des grands plateaux artésiens et cambrésiens tel que défini dans l'atlas des paysages de la région Nord-Pas-de-Calais, conçu par la direction régionale de l'Environnement, de l'Aménagement et du Logement (DREAL),. Ce paysage régional, qui concerne 238 communes, est dominé par les « grandes cultures » de céréales et de betteraves industrielles qui représentent 70 % de la surface agricole utilisée (SAU).

### Milieux naturels et biodiversité

#### Espèces faunistiques et floristiques
Le site de l'Inventaire national du patrimoine naturel (INPN) recense plusieurs espèces faunistiques et floristiques sur le territoire de la commune dont certaines sont protégées et d'autres menacées et quasi-menacées.

## Urbanisme

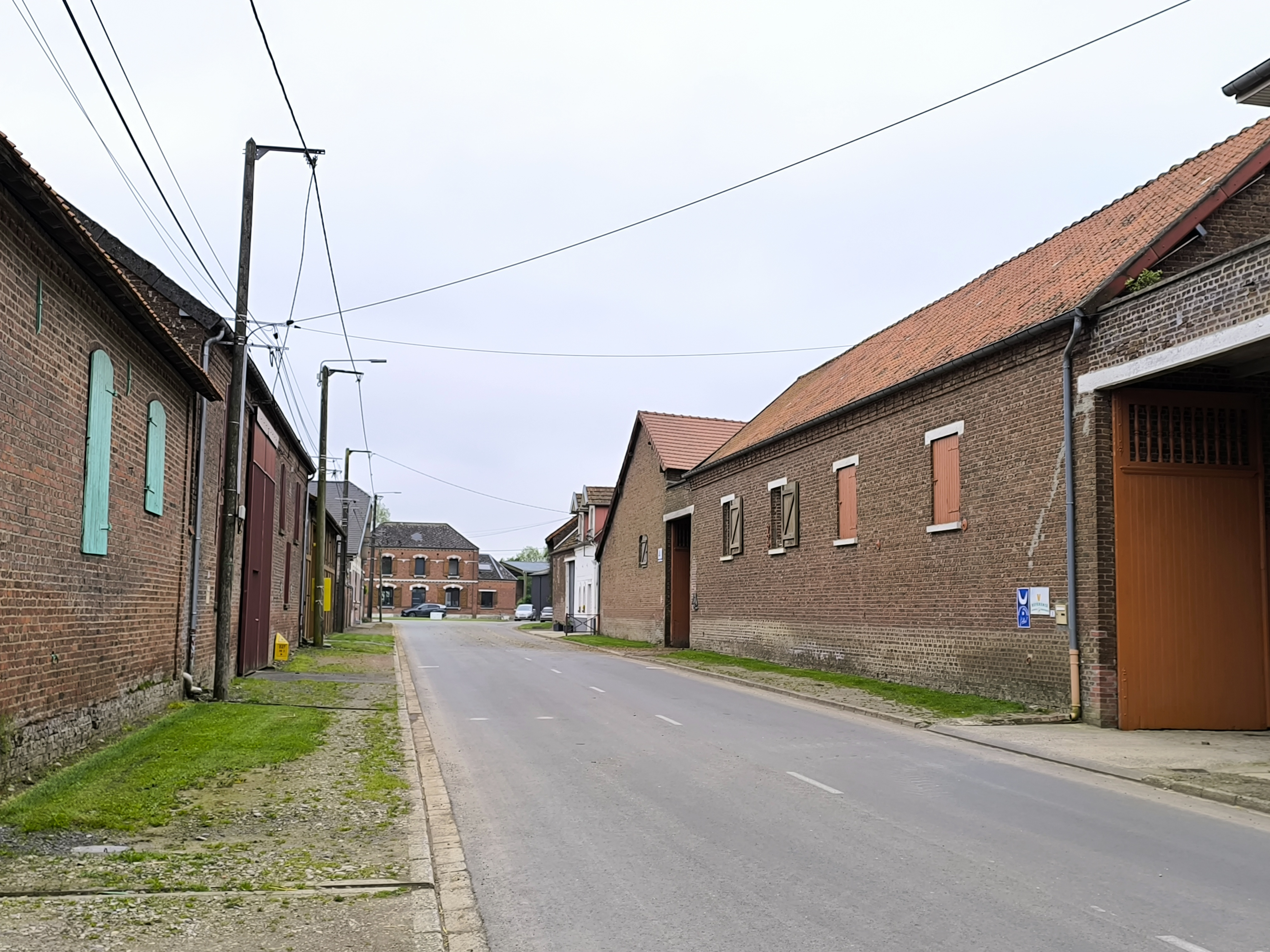
La rue de Puisieux.

### Typologie
Au 1er janvier 2024, Hébuterne est catégorisée commune rurale à habitat dispersé, selon la nouvelle grille communale de densité à sept niveaux définie par l'Insee en 2022.
Elle est située hors unité urbaine. Par ailleurs la commune fait partie de l'aire d'attraction d'Arras, dont elle est une commune de la couronne,. Cette aire, qui regroupe 163 communes, est catégorisée dans les aires de 50 000 à moins de 200 000 habitants,.

### Occupation des sols

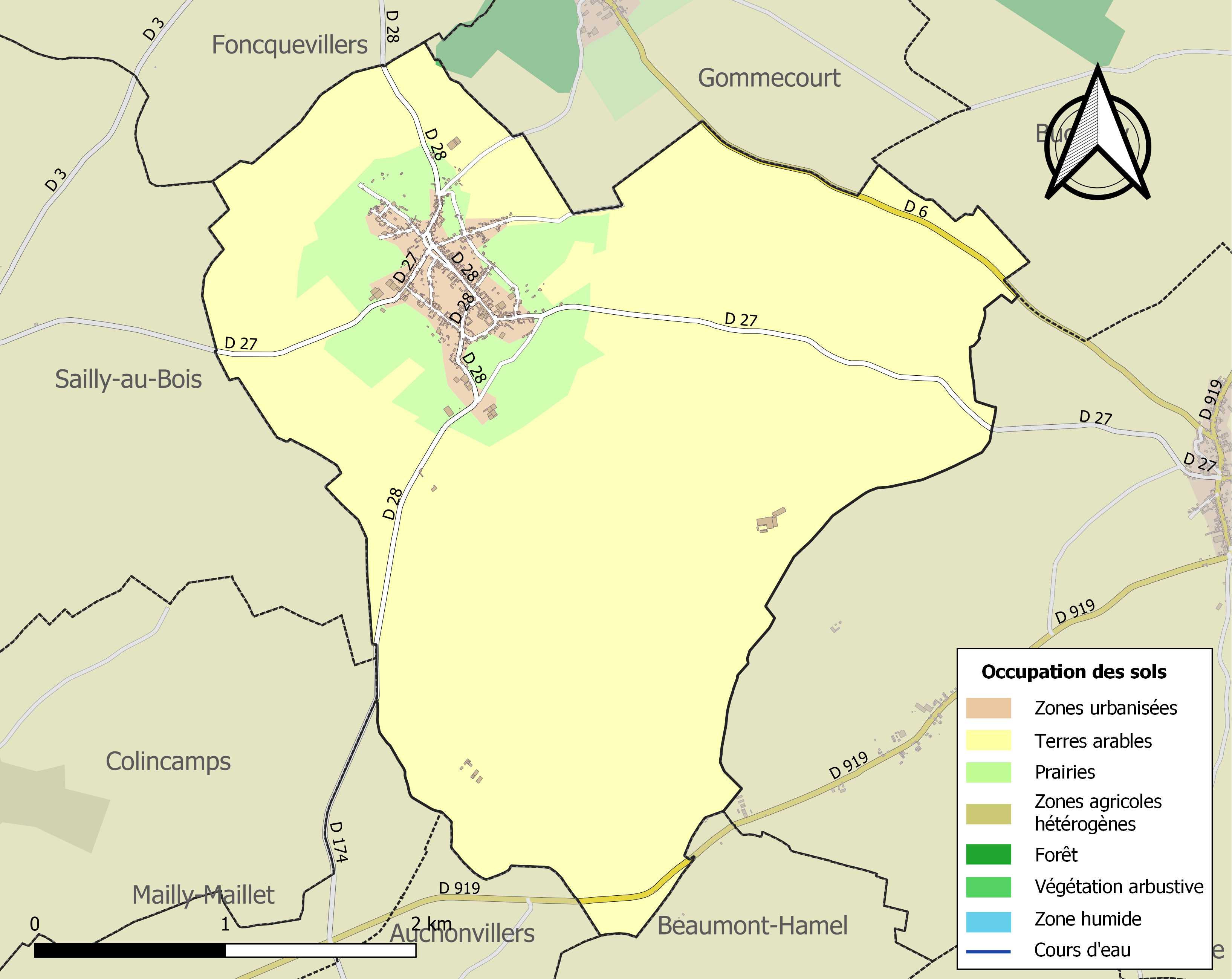
Carte des infrastructures et de l'occupation des sols de la commune en 2018 (CLC).

L'occupation des sols de la commune, telle qu'elle ressort de la base de données européenne d'occupation biophysique des sols Corine Land Cover (CLC), est marquée par l'importance des territoires agricoles (96,2 % en 2018), une proportion sensiblement équivalente à celle de 1990 (96,4 %). La répartition détaillée en 2018 est la suivante : 
terres arables (86,2 %), prairies (9,9 %), zones urbanisées (3,8 %). L'évolution de l'occupation des sols de la commune et de ses infrastructures peut être observée sur les différentes représentations cartographiques du territoire : la carte de Cassini (XVIIIe siècle), la carte d'état-major (1820-1866) et les cartes ou photos aériennes de l'IGN pour la période actuelle (1950 à aujourd'hui).

### Logement
En 2020, le nombre total de logements dans la commune était de 238, alors qu'il était de 231 en 2015 et de 236 en 2010.
Parmi ces logements, 88,5 % étaient des résidences principales, 2,1 % des résidences secondaires et 9,5 % des logements vacants. Ces logements étaient pour 98,3 % d'entre eux des maisons individuelles et pour 1,7 % des appartements.
Le tableau ci-dessous présente la typologie des logements à Hébuterne en 2020 en comparaison avec celle du Pas-de-Calais et de la France entière. Une caractéristique marquante du parc de logements est ainsi la faible proportion des résidences secondaires et logements occasionnels (2,1 %) par rapport au département (6,5 %) et à la France entière (9,7 %).
| Typologie                                               | Hébuterne | Pas-de-Calais | France entière |
| ------------------------------------------------------- | --------- | ------------- | -------------- |
| Résidences principales (en %)                           | 88,5      | 86,1          | 82,1           |
| Résidences secondaires et logements occasionnels (en %) | 2,1       | 6,5           | 9,7            |
| Logements vacants (en %)                                | 9,5       | 7,5           | 8,2            |

### Voies de communication et transports
La commune est à l'écart des voies principales de communication et est reliée par des routes départementales aux villages voisins.
Son territoire est tangenté au sud par l'ancienne route nationale 319 qui relie Amiens à Arras.

## Toponymie
Le nom de la localité est attesté sous les formes Herbodcisterna (732-757) ; Herbotcisterna (866) ; Herborcisterna (865) ; Herbustella (vers 1154) ; Herbusterna (1154-1159) ; Herlebusterne (1171) ; Hellebusterne (1218) ; Herlebuternes, Herbusterne (1208) ; Hellebuterne (1270) ; Helebustierne (1258) ; Helbusterne (xiiie siècle) ; Heubusterne (xiiie siècle) ; Helebusterne (1306) ; Hebusterne (1307) ; Helbusternes (1515).
D'après Maurits Gysseling, le nom viendrait d'Haribodi cisterna, citerne de Haribod, le nom germanique de Haribod étant lui-même composé de here, "armée", et de bode, "messager".

## Histoire

### Ancien Régime
Sous l'Ancien Régime, le village relève de la province d'Artois, du Conseil d'Artois, du gouverneur d'Arras.
Juridiquement, elle les habitants sont soumis à la coutume d'Artois et à la coutume locale de l'échevinage d'Hébuterne de 1507.
La paroisse Saint-Vaast fait fairtie du diocèse d'Arras

### Époque contemporaine

#### Première Guerre mondiale

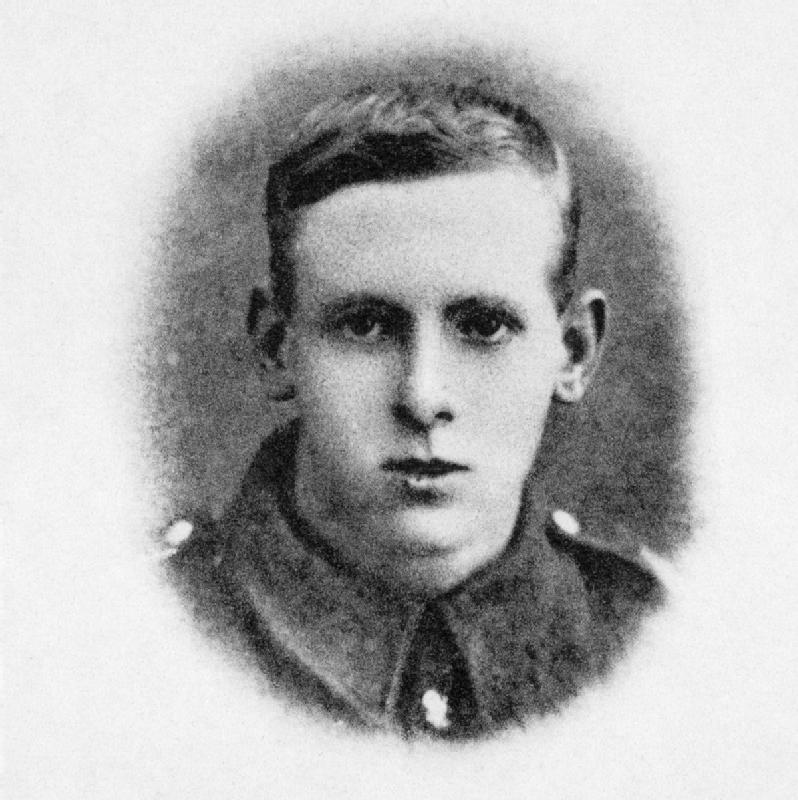
Percy Greaves, l'un des nombreux soldats britanniques qui reposent dans les cimetières d'Hébuterne.
Il est mort en novembre 1916.

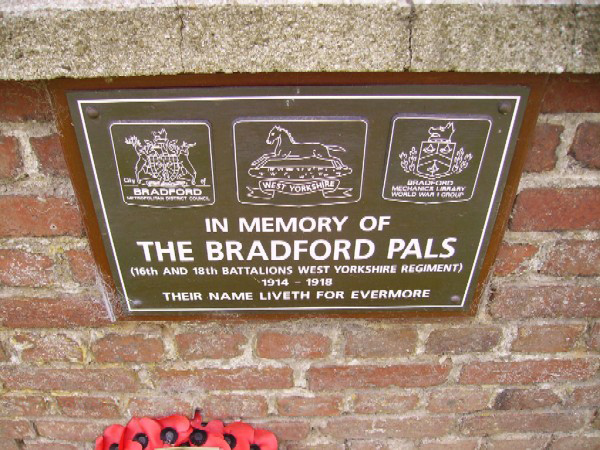
plaque commémorative des soldats de Bradford (1914-1918)

Pendant la Première Guerre mondiale, en octobre 1914, des combats importants se déroulent à Hébuterne, ainsi que dans les villages voisins, à Monchy-au-Bois, Hannescamps, Foncquevillers, Essarts lors de la Course à la mer
Dans le cadre de la préparation de la relance de l'offensive alliée en Artois, le  général Foch confie à la IIe armée française du général de Castelnau une attaque de diversion aux confins de l'Artois et de la Somme. À cette fin, le 7 juin 1915, les forces françaises attaquent la ferme de Toutvent, saillant fortifié par les Allemands entre le village d'Hébuterne et le hameau de Serre-lès-Puisieux.
La ferme, située sur un étroit plateau, a été puissamment renforcée par les Allemands au cours de l'hiver 1914-1915
La bataille d'Hébuterne se déroule entre les villages de Serre, de Puisieux et d'Hébuterne. On compte entre le 7 et le 13 juin 1 760 tués  et 8 590 blessés, côté français, et 927 tués, blessés et prisonniers du côté allemand. Les Français ont progressé de 900 mètres sur une largeur de 2 kilomètres,.
En mars 1918, de nouveaux combats s'y déroulent, alors que la division de Nouvelle-Zélande retient l'avance ennemie. Durant l'été 1918, une partie du village est aux mains des Allemands, le reste l'étant par les Britanniques.

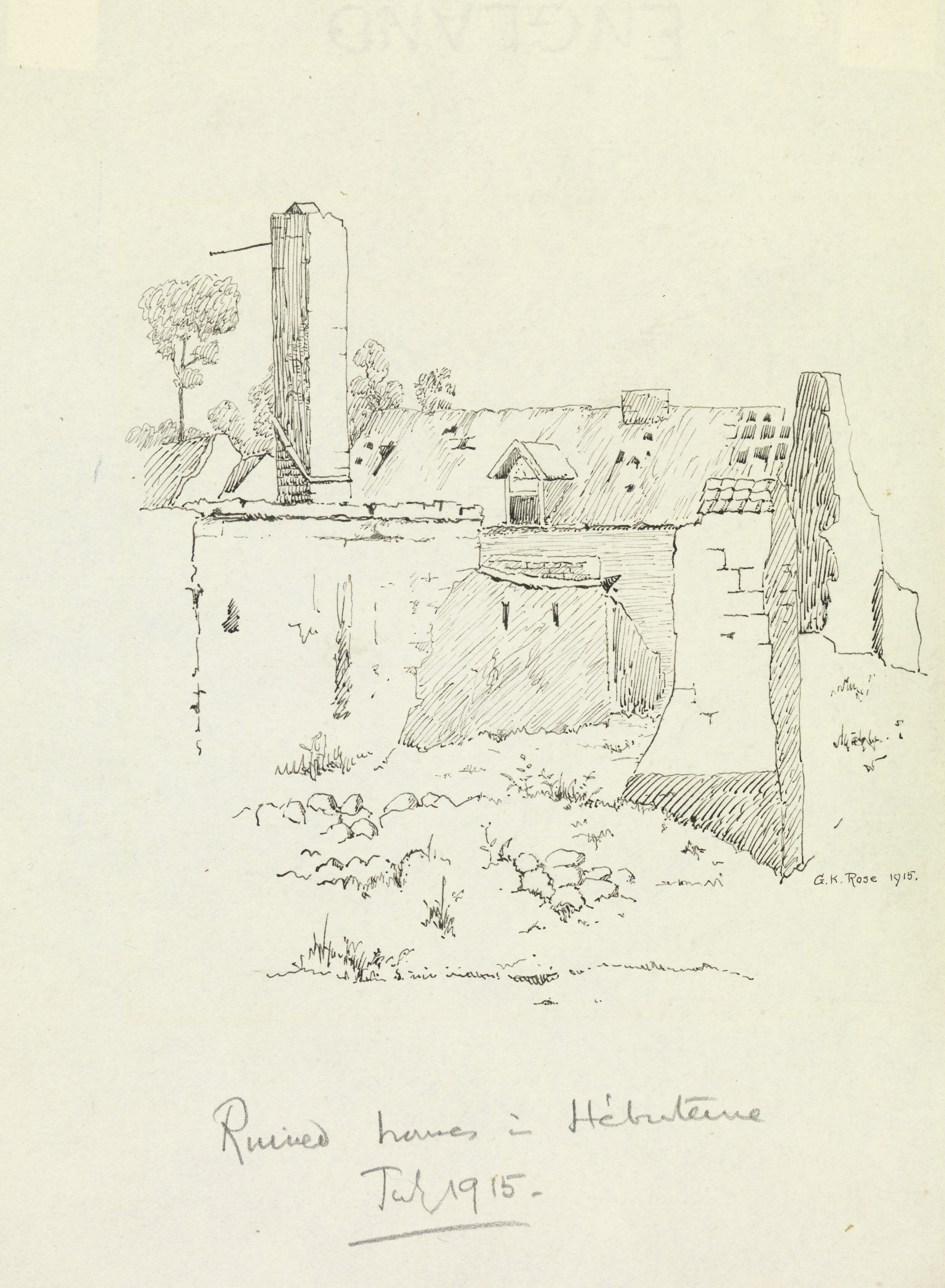
Geoffrey Rose : Ruines de maisons, juillet 1915
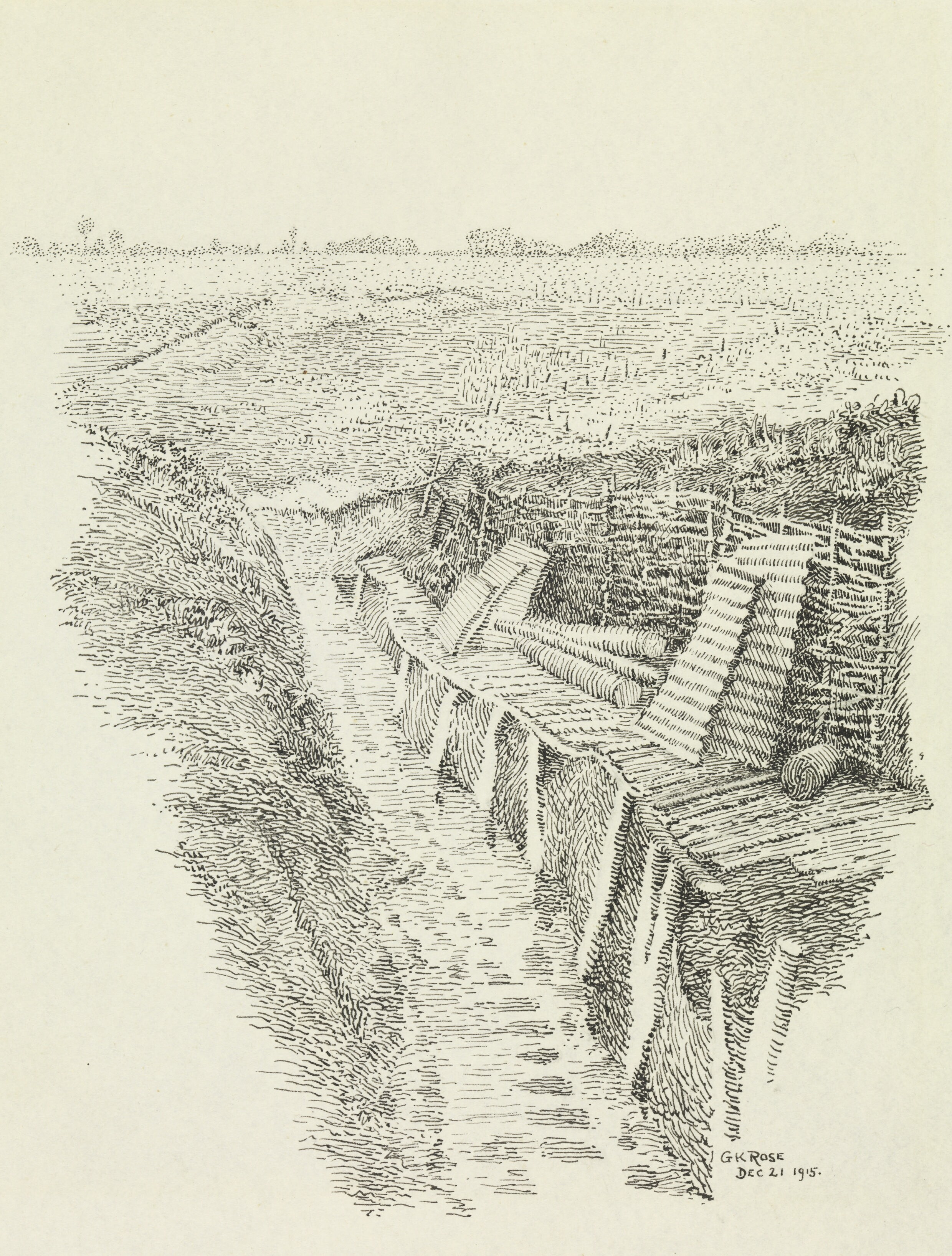
Geoffrey Rose : Anciennes lignes de front françaises, nord-est de la ferme Toutvent, 21 décembre 1915
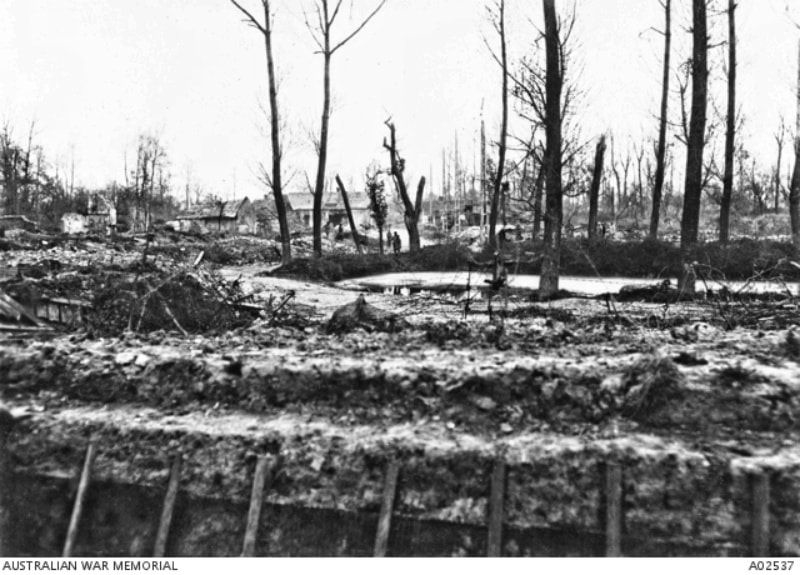
Ruines du village en 1918
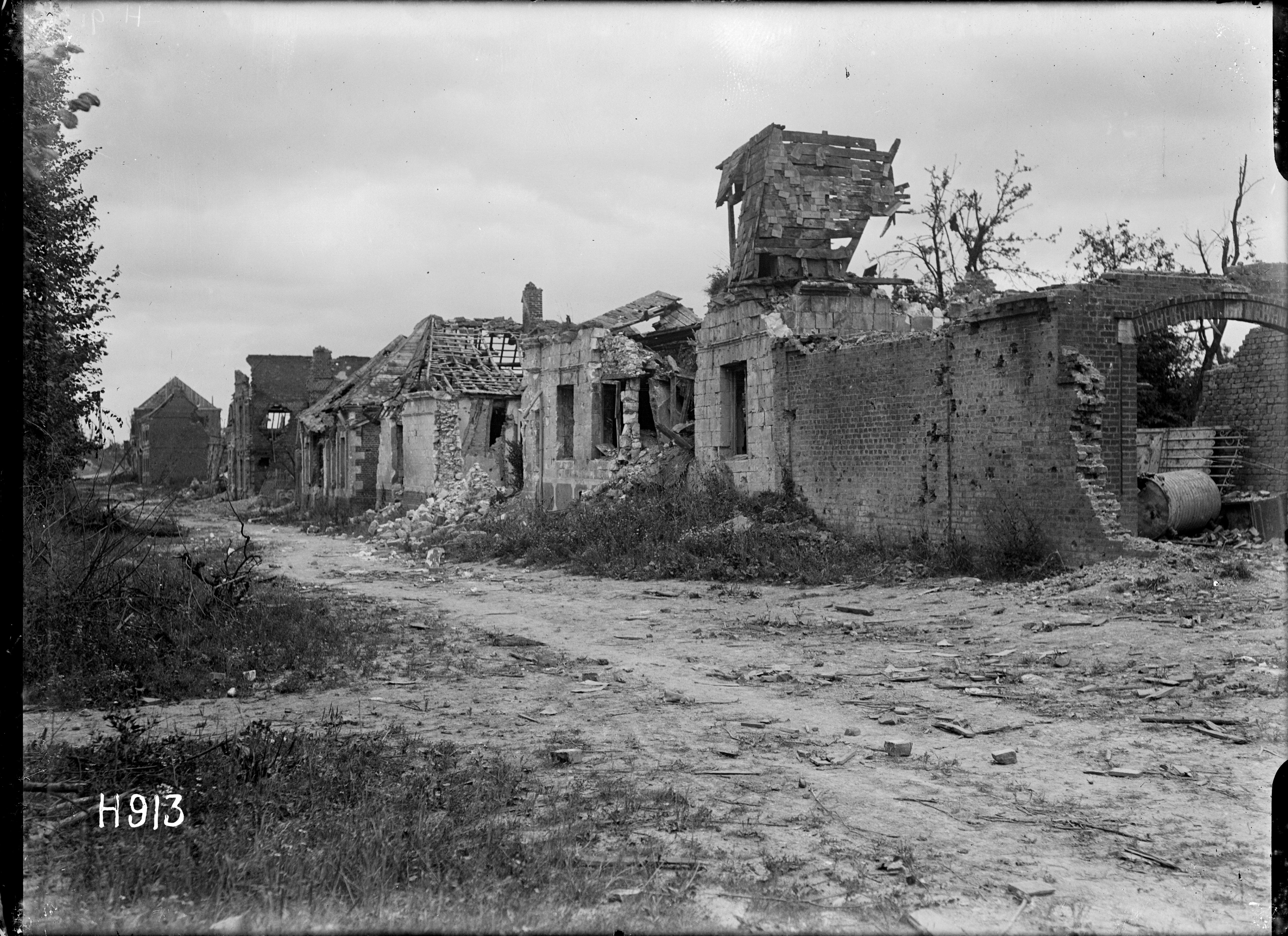
Ruines, août 1918
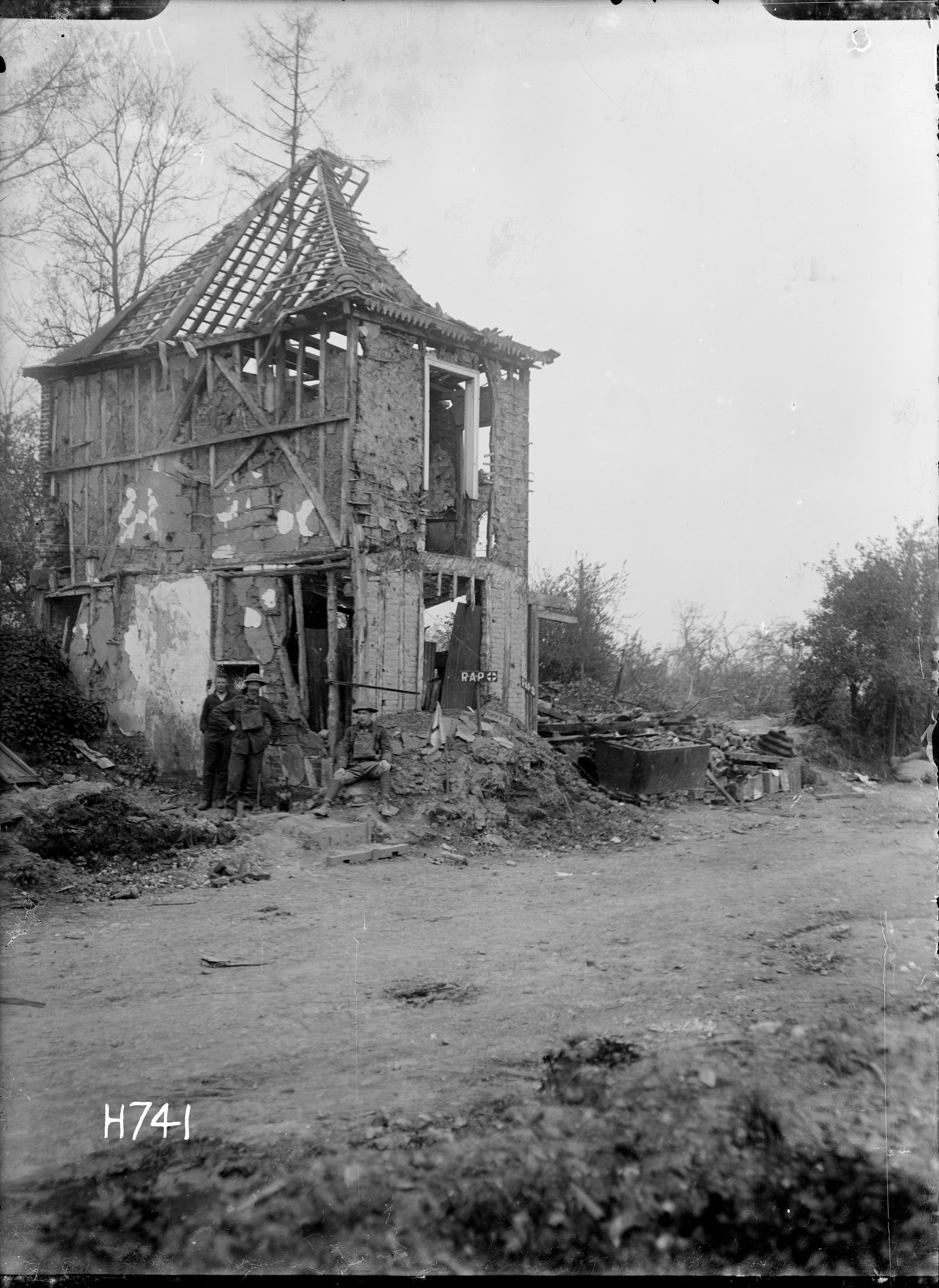
Ruine, mai 1918

Le village est qualifié comme détruit à la fin de la guerre et est décoré de la croix de guerre 1914-1918, le 12 août 1920, distinction également attribuée à 276 autres communes du Pas-de-Calais,.
L'architecte Jean-Louis Sourdeau participe à la reconstruction du village, qui est menée par deux sociétés coopératives de reconstruction.

#### Seconde Guerre mondiale
Hébuterne est concerné par des exercices militaires britanniques pendant la drôle de guerre, au tout début de la Seconde Guerre mondiale.

Exercice militaire britannique, 11 janvier 1940
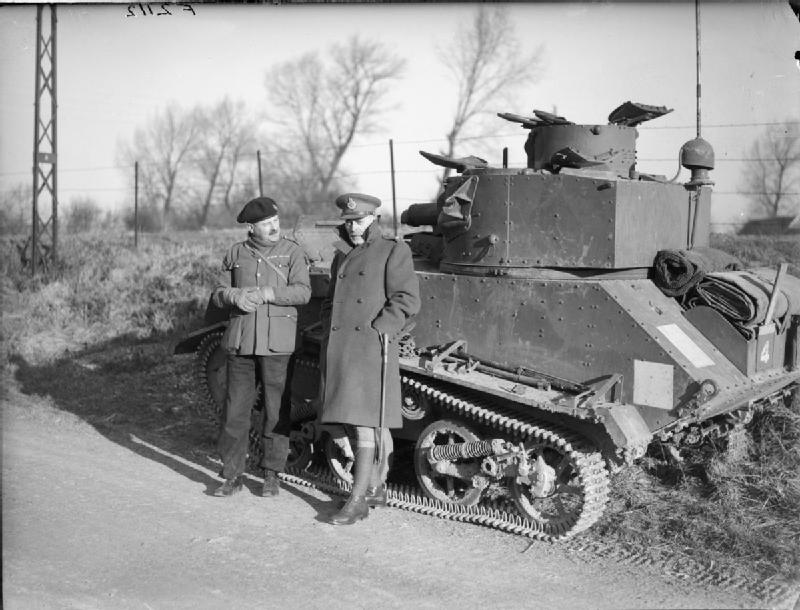
Le général Andrew McNaughton, commandant en chef des armées canadiennes (à droite)
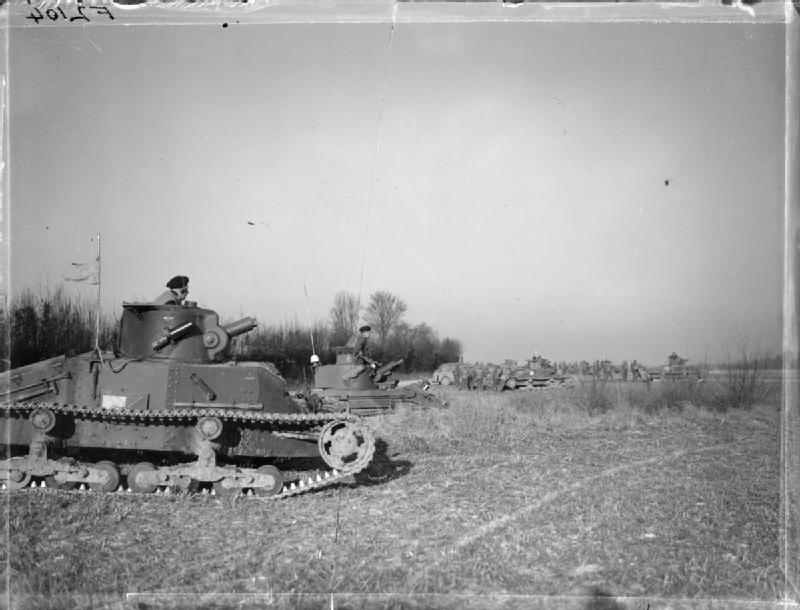
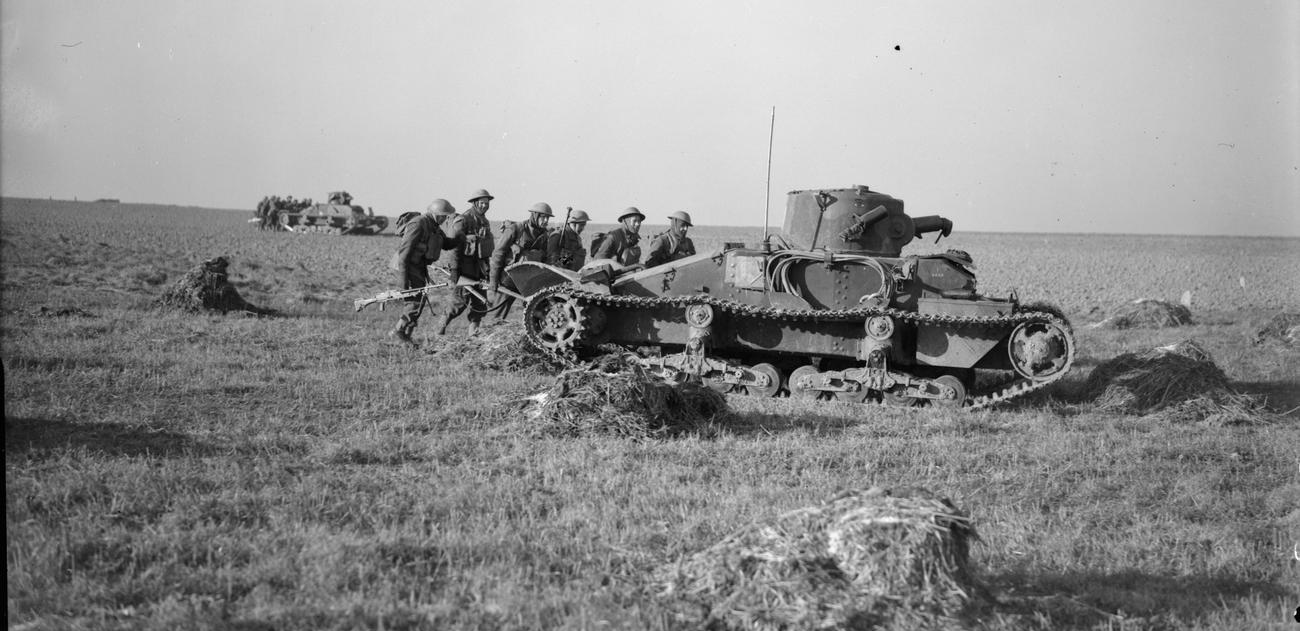

## Politique et administration

### Rattachements administratifs et électoraux

#### Rattachements administratifs
La commune se trouve dans l'arrondissement d'Arras du département du Pas-de-Calais
Elle faisait partie depuis 18023 du canton de Pas-en-Artois. Dans le cadre du redécoupage cantonal de 2014 en France, cette circonscription administrative territoriale a disparu, et le canton n'est plus qu'une circonscription électorale.

#### Rattachements électoraux
Pour les élections départementales, la commune fait partie depuis 2014 du canton d'Avesnes-le-Comte
Pour l'élection des députés, elle fait partie de la première circonscription du Pas-de-Calais.

### Intercommunalité
Hébuterne était membre de la communauté de communes du canton de Pas-en-Artois, un établissement public de coopération intercommunale (EPCI) à fiscalité propre créé fin 1997  et auquel la commune avait transféré un certain nombre de ses compétences, dans les conditions déterminées par le code général des collectivités territoriales.
Une fusion intervient avec la communauté de communes des villages solidaires, formant le 1er janvier 2008 la communauté de communes des Deux Sources.  Toutefois, dans le cadre des dispositions de la loi portant nouvelle organisation territoriale de la République du 7 août 2015, qui prévoit que les établissements publics de coopération intercommunale (EPCI) à fiscalité propre doivent avoir un minimum de 15 000 habitants, cette intercommunalité est dissoute, et certaines de ses communes, dont Hébuterne, rejoignent  le 1er janvier 2017, la communauté de communes du Sud-Artois. Cette communauté de communes du Sud-Artois regroupe 64 communes et totalise 27 059 habitants en 2021.

### Élections municipales et communautaires

#### Liste des maires
| Période                                  | Période                       | Identité         | Étiquette | Qualité                                      |
| ---------------------------------------- | ----------------------------- | ---------------- | --------- | -------------------------------------------- |
| Les données manquantes sont à compléter. |                               |                  |           |                                              |
|                                          |                               |                  |           |                                              |
| 1945                                     |                               | Louis Moyse      |           | Croix d'honneur du mérite franco-britannique |
|                                          |                               |                  |           |                                              |
| 1959                                     |                               | Marcel Blondel   |           | Cultivateur                                  |
|                                          |                               |                  |           |                                              |
| mars 1983                                | 1999                          | Raymond Riché    |           | Démissionnaire pour raisons de santé         |
| mars 2001                                | juillet 2020,                 | Jean-Luc Tabary, |           |                                              |
| juillet 2020                             | En cours (au 27 janvier 2023) | Denis Caron      |           | Agriculteur sur moyenne exploitation         |

## Équipements et services publics
Un distributeur de pain, alimenté par un artisan du secteur, est implanté à côté de la mairie.

### Enseignement
La commune dispose d'une école, qui a bénéficié de la construction d'une salle d'évolution en 2023. elle fait partie d'un regroupement pédagogique intercommunal qui concerne également Gommecourt, Foncquevillers, Puisieux et Hannescamps

## Population et société

### Démographie
Les habitants de la commune sont appelés les Hébuternois.

#### Évolution démographique
L'évolution du nombre d'habitants est connue à travers les recensements de la population effectués dans la commune depuis 1793. Pour les communes de moins de 10 000 habitants, une enquête de recensement portant sur toute la population est réalisée tous les cinq ans, les populations de référence des années intermédiaires étant quant à elles estimées par interpolation ou extrapolation. Pour la commune, le premier recensement exhaustif entrant dans le cadre du nouveau dispositif a été réalisé en 2006.

En 2022, la commune comptait 522 habitants, en évolution de −0,38 % par rapport à 2016 (Pas-de-Calais : −0,72 %, France hors Mayotte : +2,11 %).
| 1793  | 1800  | 1806  | 1821  | 1831  | 1836  | 1841  | 1846  | 1851  |
| ----- | ----- | ----- | ----- | ----- | ----- | ----- | ----- | ----- |
| 1 165 | 1 183 | 1 333 | 1 341 | 1 282 | 1 301 | 1 270 | 1 274 | 1 256 |

| 1856  | 1861  | 1866  | 1872  | 1876  | 1881  | 1886 | 1891 | 1896 |
| ----- | ----- | ----- | ----- | ----- | ----- | ---- | ---- | ---- |
| 1 205 | 1 187 | 1 183 | 1 133 | 1 065 | 1 024 | 979  | 951  | 894  |

| 1901 | 1906 | 1911 | 1921 | 1926 | 1931 | 1936 | 1946 | 1954 |
| ---- | ---- | ---- | ---- | ---- | ---- | ---- | ---- | ---- |
| 856  | 812  | 806  | 515  | 635  | 630  | 587  | 607  | 583  |

| 1962 | 1968 | 1975 | 1982 | 1990 | 1999 | 2006 | 2011 | 2016 |
| ---- | ---- | ---- | ---- | ---- | ---- | ---- | ---- | ---- |
| 604  | 575  | 516  | 486  | 456  | 465  | 528  | 521  | 524  |

| 2021 | 2022 | - | - | - | - | - | - | - |
| ---- | ---- | - | - | - | - | - | - | - |
| 521  | 522  | - | - | - | - | - | - | - |

#### Pyramide des âges
La population de la commune est relativement jeune.
En 2018, le taux de personnes d'un âge inférieur à 30 ans s'élève à 39,8 %, soit au-dessus de la moyenne départementale (36,7 %). À l'inverse, le taux de personnes d'âge supérieur à 60 ans est de 21,2 % la même année, alors qu'il est de 24,9 % au niveau départemental.
En 2018, la commune comptait 268 hommes pour 254 femmes, soit un taux de 51,34 % d'hommes, largement supérieur au taux départemental (48,50 %).
Les pyramides des âges de la commune et du département s'établissent comme suit.
| Hommes | Classe d’âge | Femmes |
| ------ | ------------ | ------ |
| 0,8    | 90 ou +      | 2,4    |
| 5,3    | 75-89 ans    | 6,8    |
| 14,4   | 60-74 ans    | 12,7   |
| 20,2   | 45-59 ans    | 17,7   |
| 19,2   | 30-44 ans    | 21,0   |
| 14,8   | 15-29 ans    | 18,0   |
| 25,3   | 0-14 ans     | 21,3   |

| Hommes | Classe d’âge | Femmes |
| ------ | ------------ | ------ |
| 0,5    | 90 ou +      | 1,6    |
| 5,6    | 75-89 ans    | 8,9    |
| 16,7   | 60-74 ans    | 18,1   |
| 20,2   | 45-59 ans    | 19,2   |
| 18,9   | 30-44 ans    | 18,1   |
| 18,2   | 15-29 ans    | 16,2   |
| 19,9   | 0-14 ans     | 17,9   |

### Manifestations culturelles et festivités
- La foire commerciale et artisanale,  organisée par l'association Festivités Hébuternoise et dont la 27e édition a eu lieu en mai 2024[49].

## Économie

### Entreprises et commerces

#### Agriculture
La commune est dans le « Ternois », une petite région agricole dans le département du Pas-de-Calais. En 2020, l'orientation technico-économique de l'agriculture  sur la commune est l'exploitation de grandes cultures (hors céréales et oléo-protéagineux). 
|               | 1988  | 2000  | 2010  | 2020  |
| ------------- | ----- | ----- | ----- | ----- |
| Exploitations | 29    | 21    | 17    | 13    |
| SAU (ha)      | 1 024 | 1 226 | 1 453 | 1 386 |

Le nombre d'exploitations agricoles en activité et ayant leur siège dans la commune est passé de 29 lors du recensement agricole de 1988  à 21 en 2000 puis à 17 en 2010 et enfin à 13 en 2020, soit une baisse de 55 % en 32 ans. Le même mouvement est observé à l'échelle du département qui a perdu pendant cette période 65 % de ses exploitations (passant de 16 556 à 5 736),. La surface agricole utilisée sur la commune a quant à elle augmenté, passant de 1 024 ha en 1988 à 1 386 ha en 2020. Parallèlement la surface agricole utilisée moyenne par exploitation a augmenté, passant de 35 à 107 ha,.

## Culture locale et patrimoine

### Lieux et monuments
- L'église Saint-Vaast, reconstruite après les destructions de la Première Guerre mondiale, en style néo-byzantin. Ses vitraux, réalisés par J. Vosch en 1932-1933, sont  Inscrit MH (1978)[54],[55],[56].

L'église Saint-Vaast
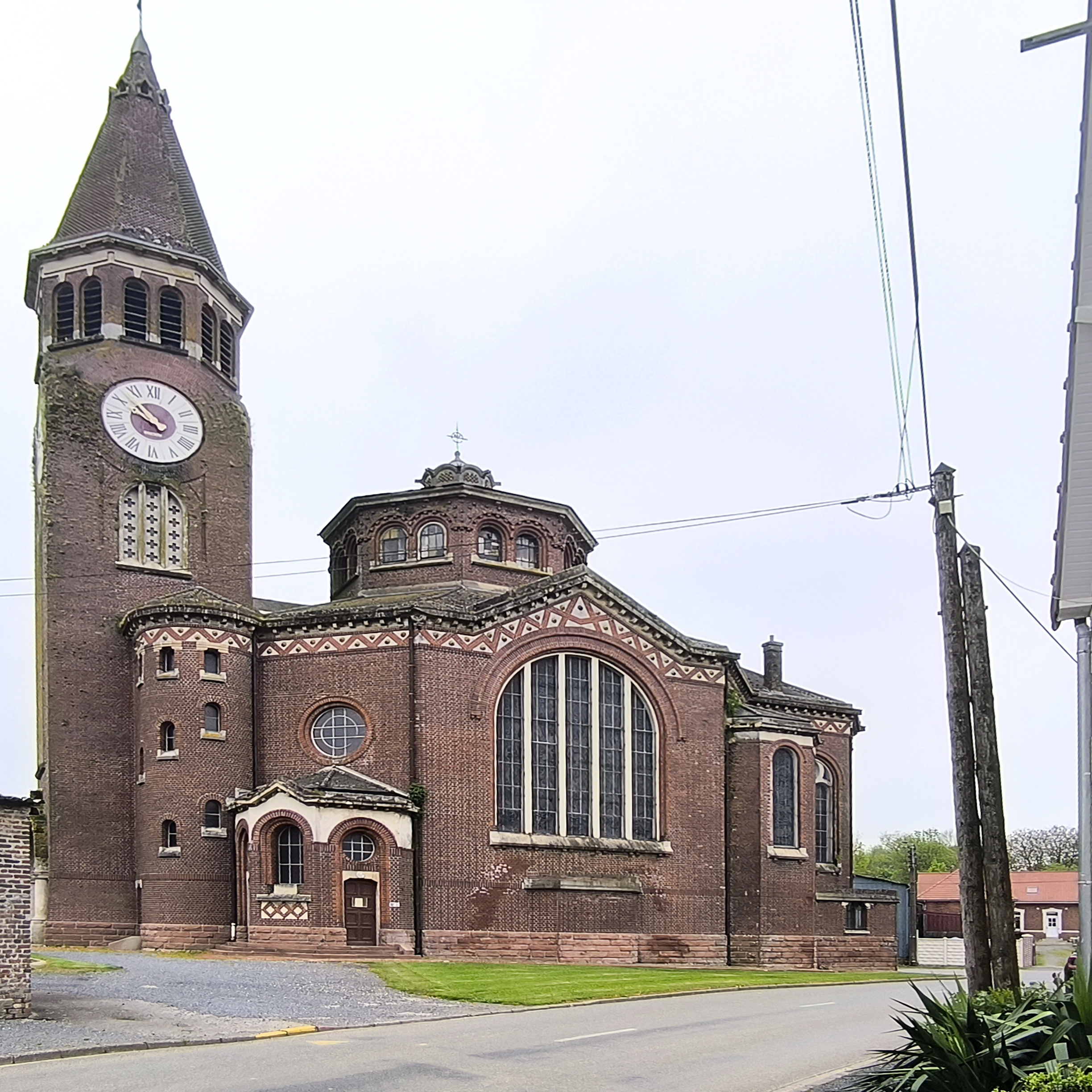
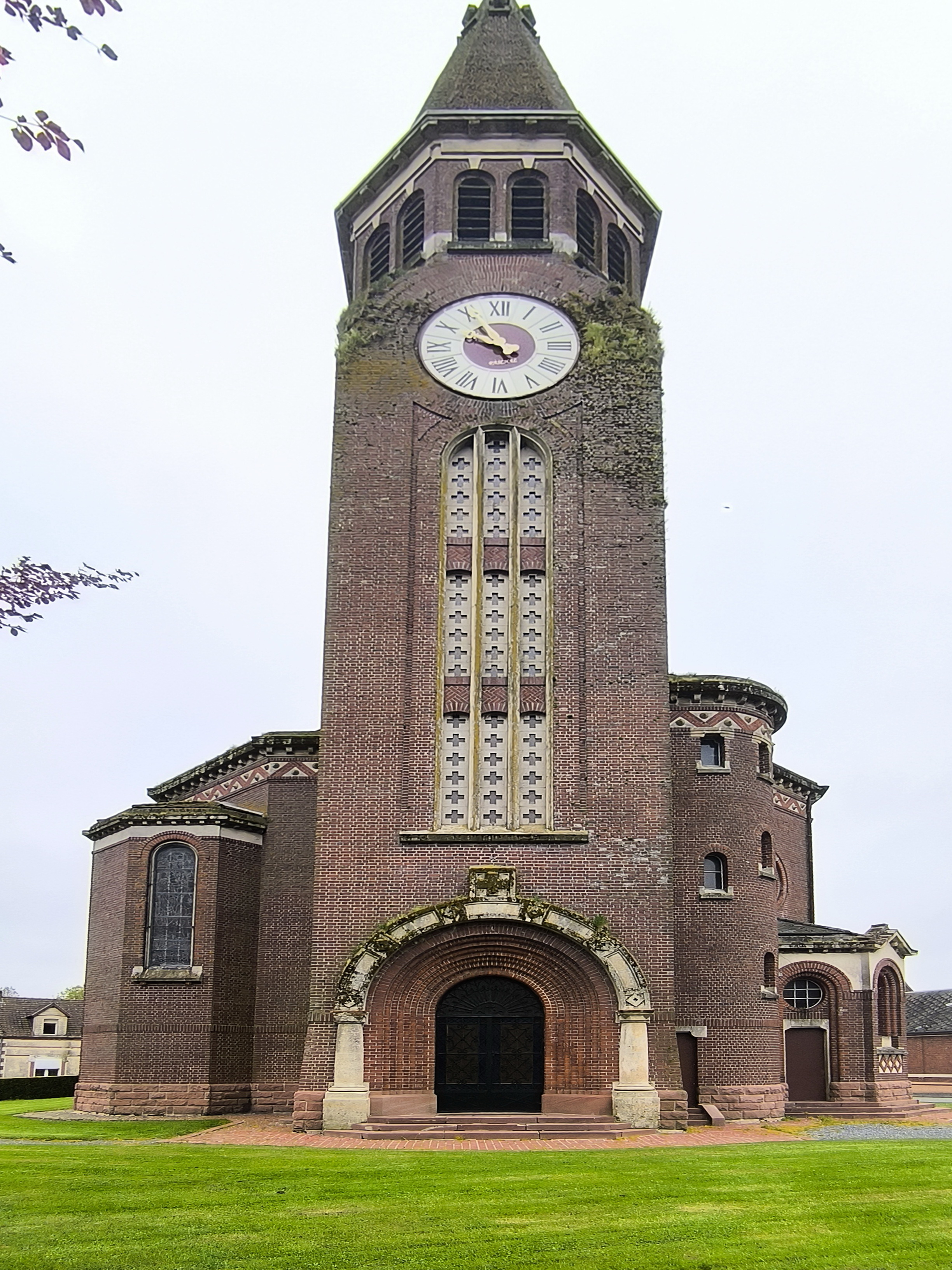
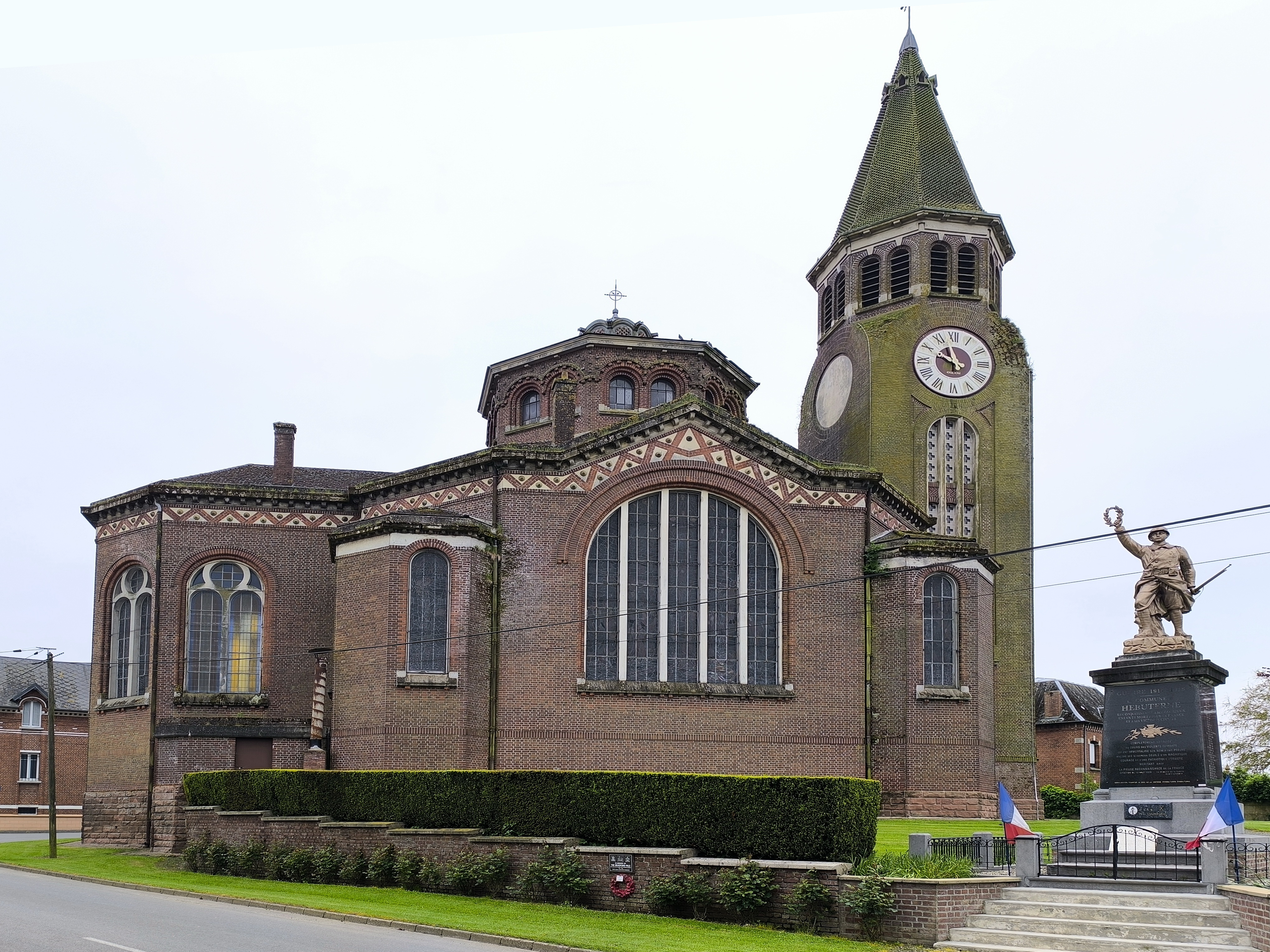

- Cimetières militaires : 
  - Le cimetière militaire britannique de la route de Serre N°2
  - Le cimetière militaire britannique Railway Hollow
  - Le Rossignol Wood Cemetery, cimetière militaire britannique du bois du rossignol
  - Le cimetière britannique Owl Trench Cemetery
  - Le cimetière Gommecourt British Cemetery N°2 situé sur le territoire de la commune.

Les cimetières militaires
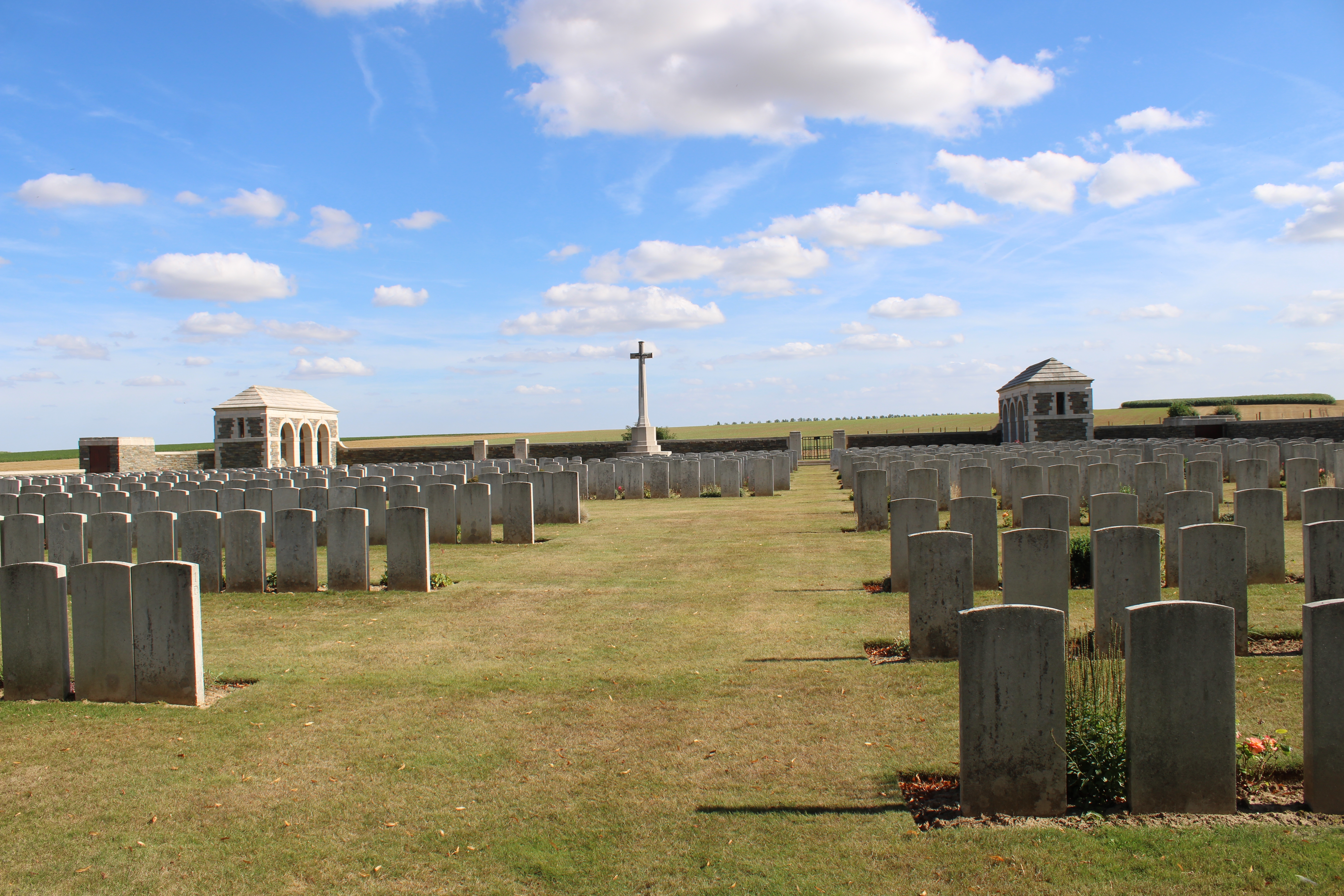
Gommecourt British Cemetery N°2.
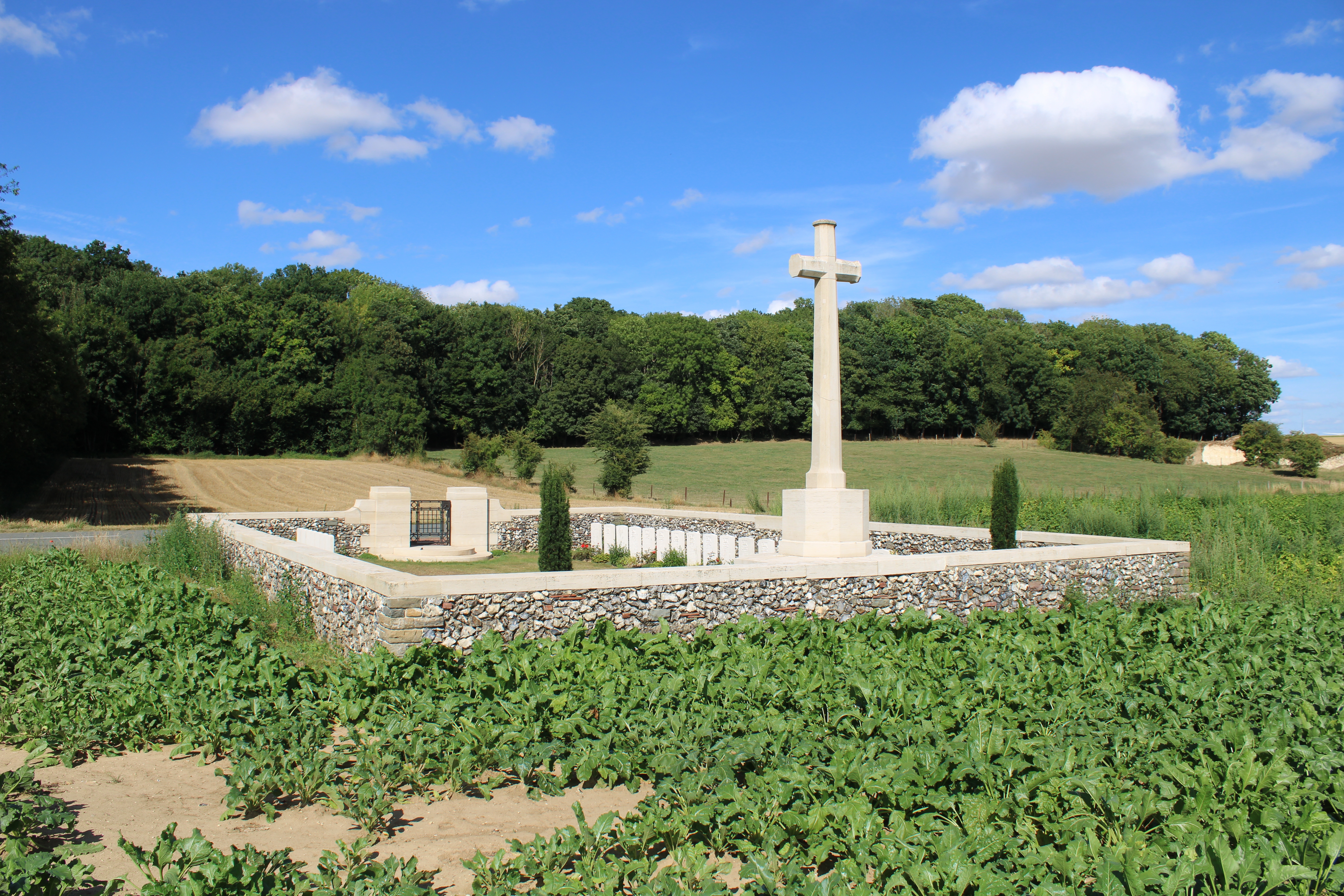
Owl Trench Cemetery.
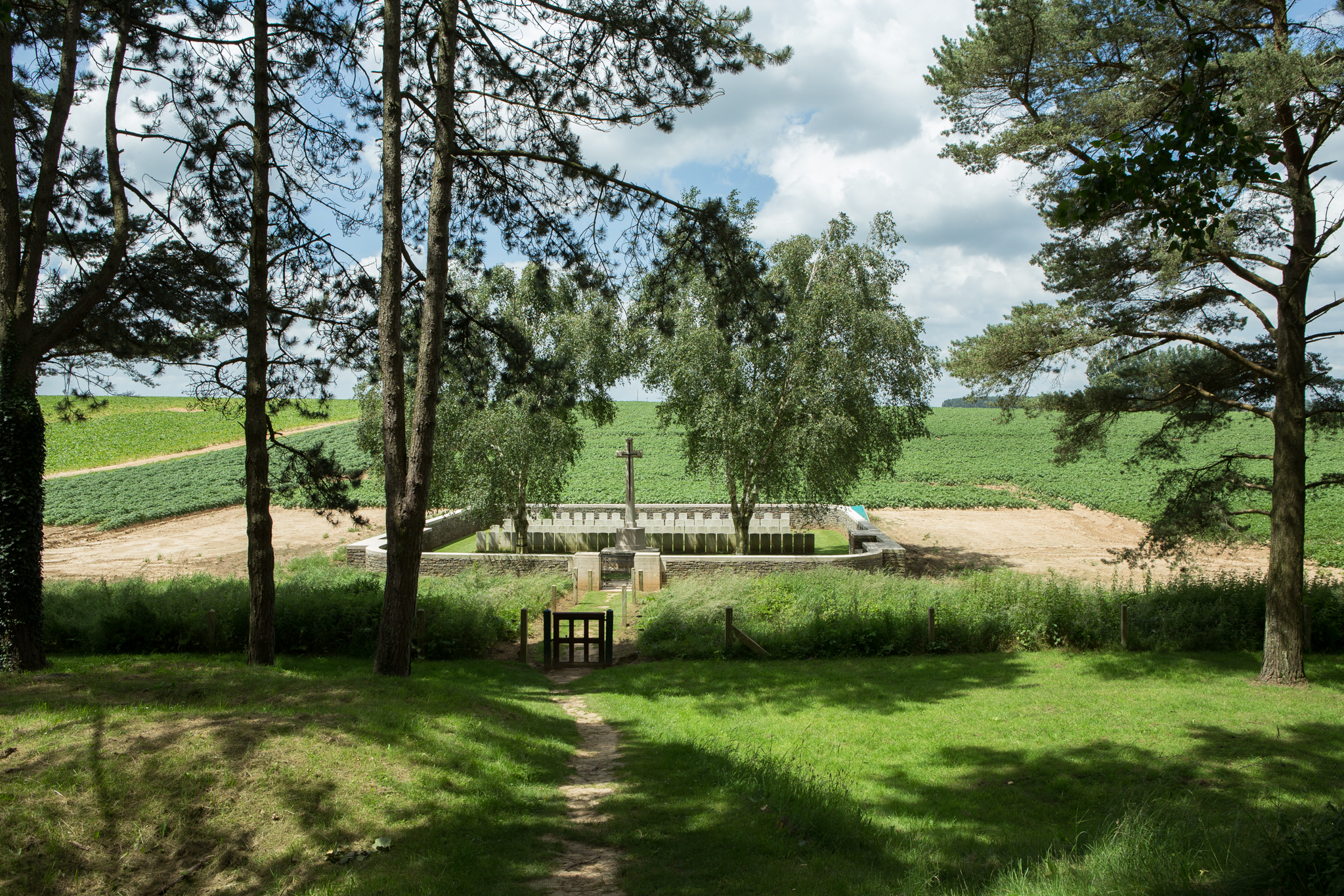
Railway Hollow Cemetery.
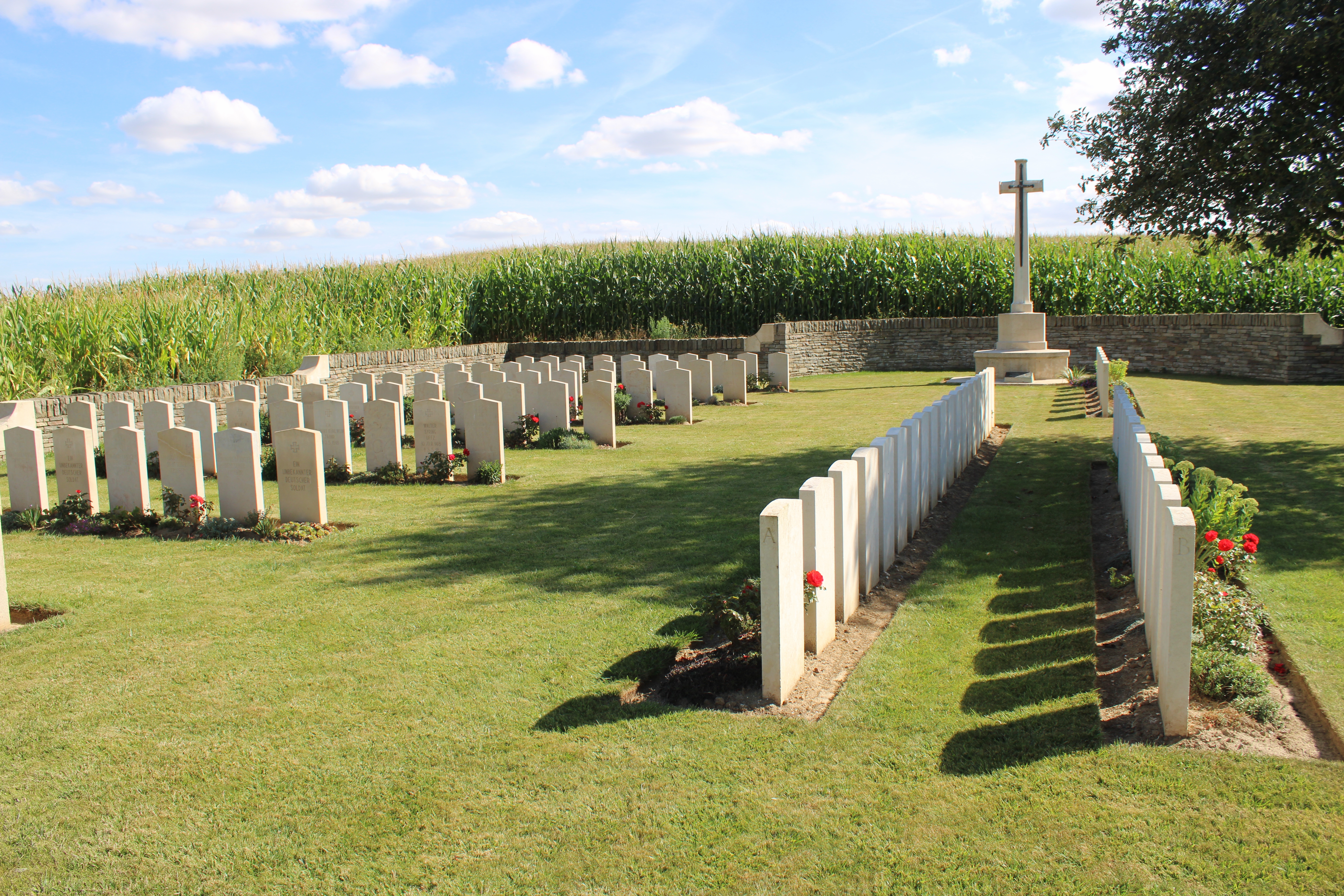
Rossignol Wood Cemetery.
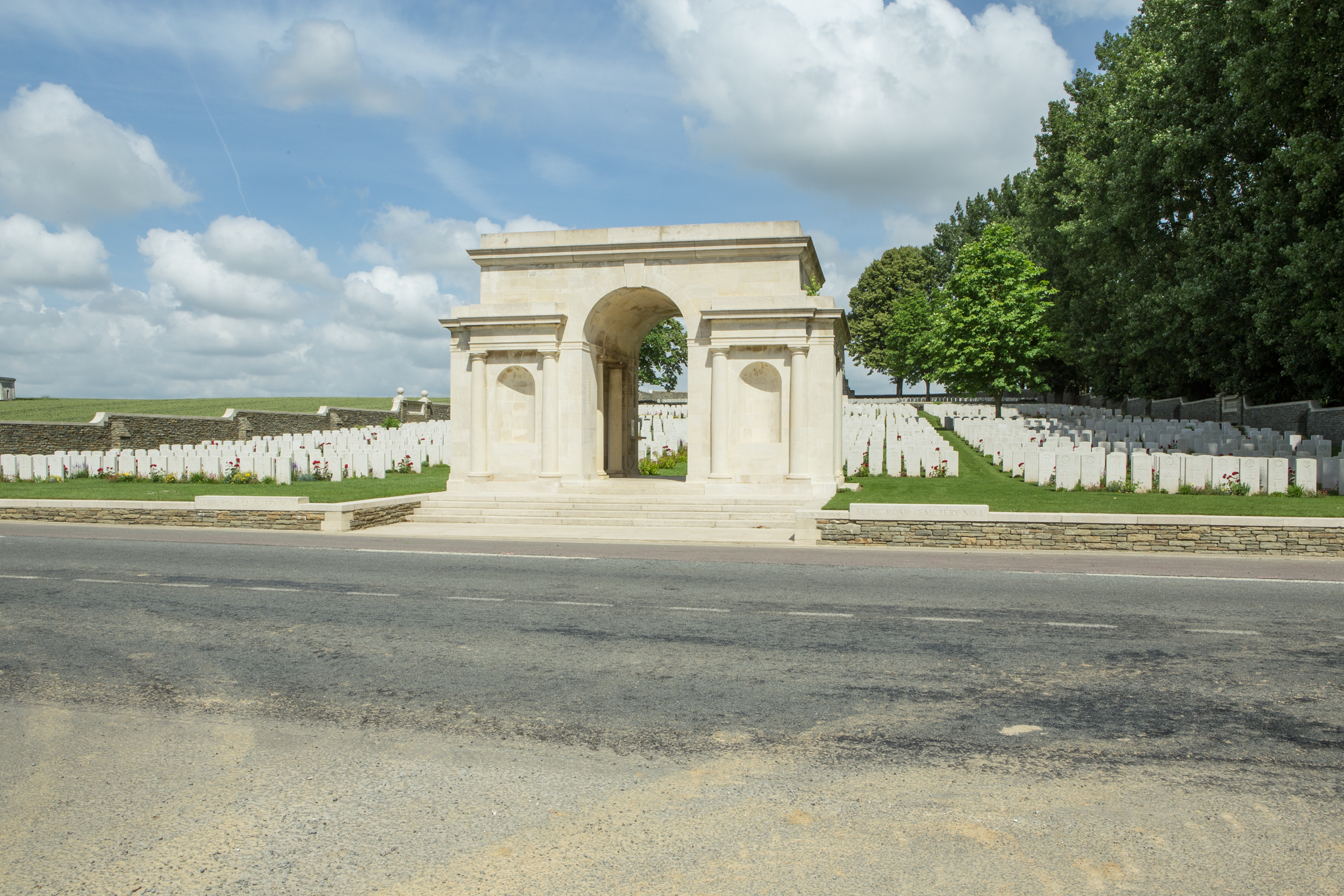
Serre Road Cemetery
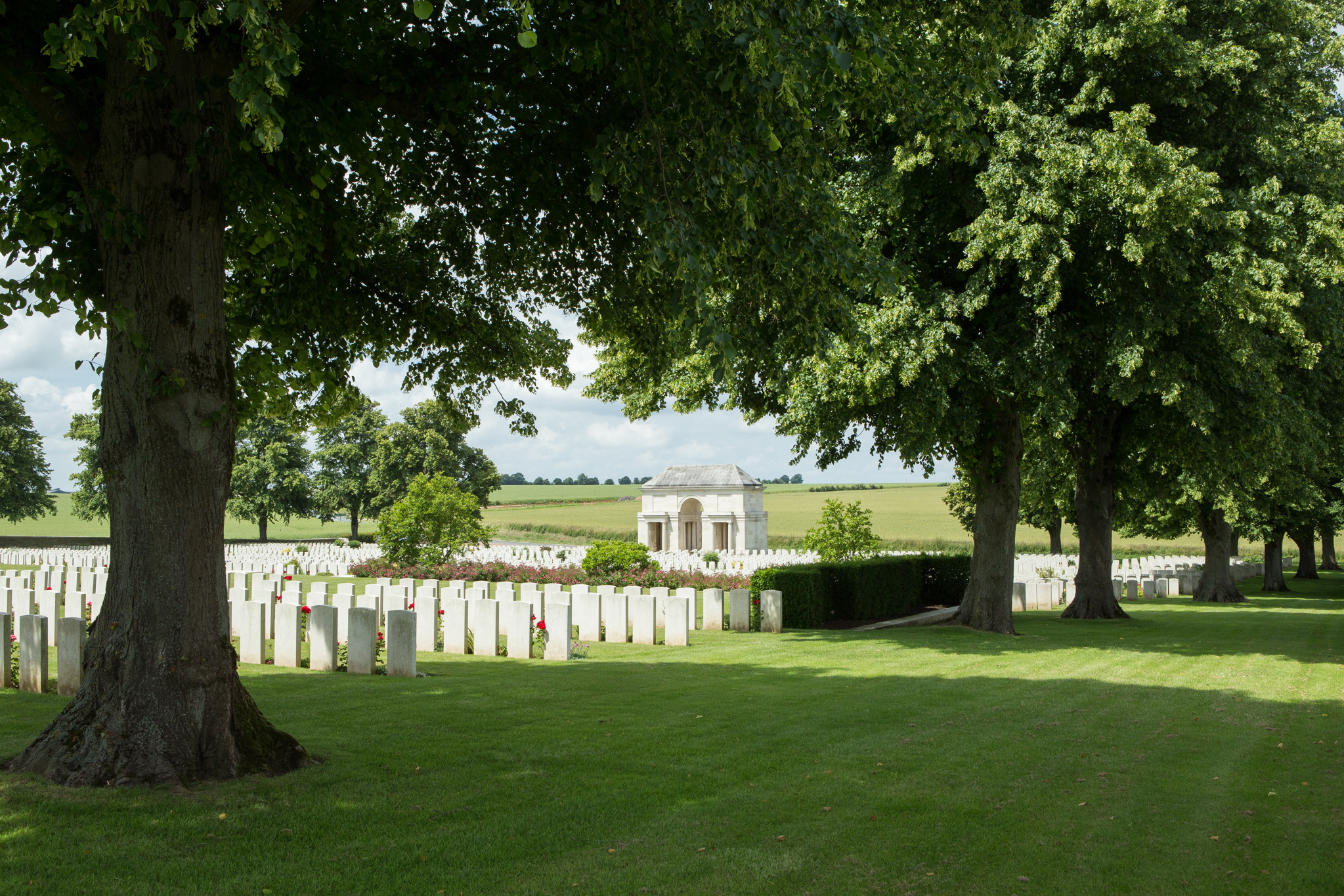
Serre Road Cemetery No.2

.
- Le monument aux morts[57].

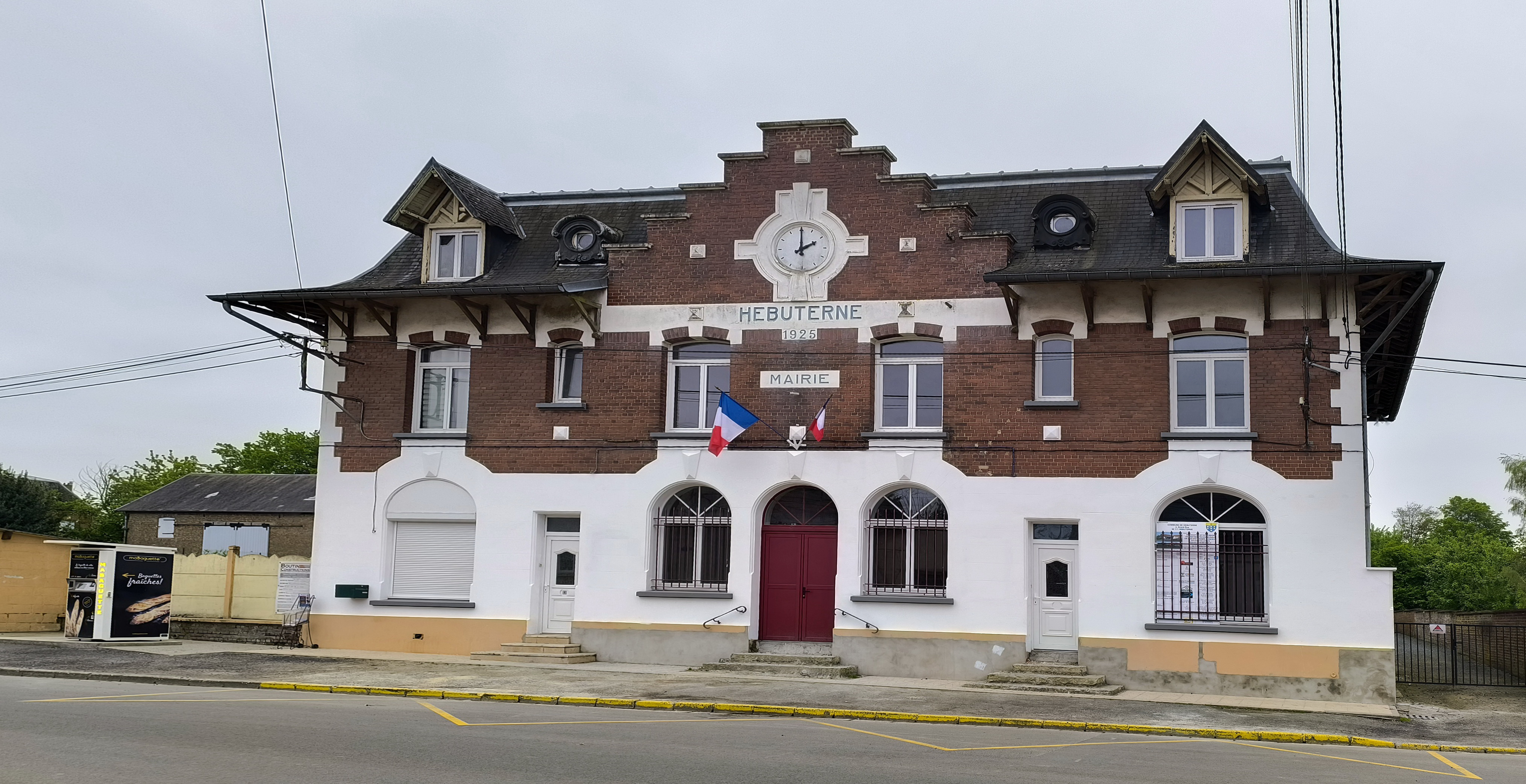
La mairie, reconstruite dans l'Entre-deux-guerres
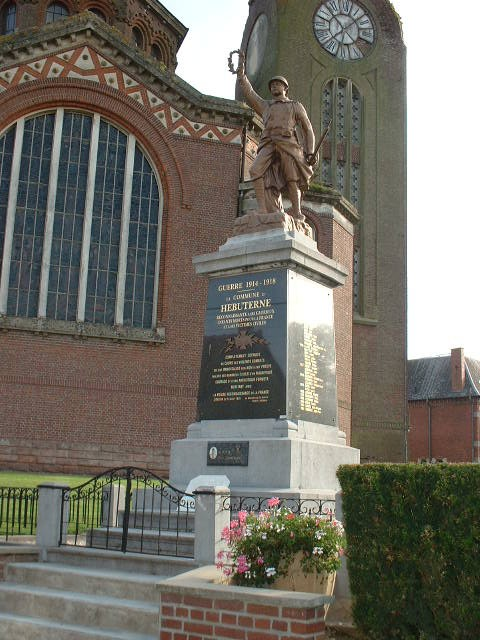
Le monument aux morts.

### Héraldique, logotype et devise
| Blason de Hébuterne | Blason  | D'azur à sept besants d'or ordonnés 3, 3 et 1; au chef d'or chargé d'une croix ancrée de gueules. Ornements extérieursCroix de guerre 1914-1918 |
| Blason de Hébuterne | Détails | Le statut officiel du blason reste à déterminer.                                                                                                |

## Pour approfondir